# Janina Colonna-Walewska
Janina Ludwika Colonna-Walewska (ur. 23 listopada 1883, zm. 1 września 1956 w Krakowie) – polska pisarka i tłumaczka.
Urodziła się 23 listopada 1883. Była córką Jana Walewskiego i Franciszki z domu Lipkowskiej oraz siostrą Wandy.
Pisała baśnie, bajki i pogadanki dla dzieci, które były wydawane pojedynczo w serii Księgozbiorek dziecięcy, bądź w tomach zbiorowych. Znana przede wszystkim jako tłumaczka Baśni Hansa Christiana Andersena oraz cyklu książek o Tarzanie Edgara Rice Burroughs’a. Tłumaczyła i opracowywała także powieści Waltera Scotta i Frances Hodgson Burnett.
Zamieszkując w Warszawie przy ulicy Mazowieckiej została ustanowiona tłumaczem przysięgłym języka włoskiego w sądownictwie.
Została żoną Aleksandra Raczyńskiego, z którym miała synów: Stefana (1903-1978), Józefa (1907-1929) i Karola (1908-1992).

## Twórczość

### Utwory własne
- 1927 – Czarodziejskie baśnie dla grzecznych dzieci (w zbiorze m.in. O czarodziejskim dzwonku, Kwiat szczęścia, Nena – dziecię jeziora,  Osobliwy dar wróżki, Lekkonóżka i orzeł, Dziwna przygoda Jędrka

W serii Księgozbiorek dziecięcy
- 1929 – Dobroczynny kij. Baśń fantastyczna
- 1929 – Morska wiedźma. Baśń fantastyczna
- 1930 – Drogocenny dywan. Baśń fantastyczna
- 1930 – Jak szlifierz Kuba został królem: Baśń fantastyczna
- 1930 – Mądry Koko. Baśń fantastyczna
- 1930 – O dobrej Basi i złośliwej Kunegundzie. Baśń fantastyczna
- 1930 – O Grzeli gapie i smutnej królewnie. Baśń fantastyczna
- 1930 – O mądrych pieskach i chorej Basi. Baśń fantastyczna
- 1930 – Przygoda Dobrutki z niedźwiedziem. Baśń fantastyczna
- 1930 – Tajemnica Adasia. Baśń fantastyczna
- 1930 – Trzej towarzysze. Baśń fantastyczna
- 1930 – Baśń o biednym drwalu
- 1931 – Pracowity ludek. Pogadanki przyrodnicze
- 1931 – Skrzydlate Kopciuszki. Pogadanki przyrodnicze
- 1931 – Wycieczka do Milanówka. Pogadanki przyrodnicze
- 1931 – Żarłoki. Pogadanki przyrodnicze

### Przekłady
Przekłady utworów Hansa Christiana Andersena
- 1924 – Baśnie Andersena z ilustracjami
- 1929 – Tomek i Tomaszek. Baśń fantastyczna (autor: Hans Christian Andersen)
- 1929 – Mała syrena
- 1929 – Latający kufer. Baśń fantastyczna
- 1929 – Pasterka i kominiarczyk. Baśń fantastyczna
- 1931 – Baśnie Andersena
- 1931 – Złota tabakierka. Baśń fantastyczna[3]
- 1933 – Królowa śniegu. Baśń fantastyczna

Przekłady innych autorów
- 1928 – Kat miasta Bernu. Powieść z XVIII stulecia (autor: James Fenimore Cooper)[4]
- 1931 – Mały lord (autor: Frances Hodgson Burnett)[5]